# Vauclerc
Vauclerc település Franciaországban, Marne megyében. Lakosainak száma 498 fő (2022. január 1.). Vauclerc Reims-la-Brûlée, Écriennes, Favresse és Luxémont-et-Villotte községekkel határos.

## Népesség
A település népessége az elmúlt években az alábbi módon változott:
| Lakosok száma | 185  | 339  | 511  | 452  | 499  | 500  | 494  | 485  | 489  | 498  |
|               | 1968 | 1982 | 1990 | 2006 | 2013 | 2015 | 2017 | 2019 | 2020 | 2022 |